# Centrophoroides
Il centroforoide (gen. Centrophoroides) è un pesce cartilagineo estinto, appartenente agli squaliformi. Visse nel Cretaceo superiore (circa 94 - 80 milioni di anni fa) e i suoi resti fossili sono stati ritrovati in Asia, in Sudamerica, in Europa e in Nordamerica.

## Descrizione
Questo squalo era di piccole dimensioni e solitamente non superava la lunghezza di 50 centimetri. Era dotato di un muso appuntito e di un corpo piuttosto slanciato. Erano presenti due pinne dorsali, delle quali la prima era sostenuta da una potente spina che si proiettava al di sopra della pinna stessa. La seconda pinna dorsale era più piccola, ed era associata a una spina lunga circa un terzo dell'altezza della pinna. Le pinne pettorali erano grandi e di forma triangolare, mentre la pinna caudale era relativamente corta. I denti erano larghi, con una cuspide corta e diretta all'indietro.

## Classificazione
Centrophoroides è un antico membro della famiglia Squalidae, rappresentata da numerose forme attuali di ridotte dimensioni; il genere Centrophoroides è particolarmente simile ai membri attuali del genere Squalus. Il genere Centrophoroides venne descritto per la prima volta nel 1887 da Davis, sulla base di resti fossili rinvenuti in Libano; la specie tipo è Centrophoroides latidens. Un'altra specie, precedentemente descritta da Louis Agassiz, è C. appendiculatus, diffusa anche in Europa. La specie C. worlandensis è stata rinvenuta in Wyoming.

## Paleoecologia
Centrophoroides era un predatore che si nutriva non solo di pesci più piccoli, ma anche di crostacei e altri invertebrati.